# João IV de Meclemburgo-Schwerin
João IV (antes de 1370 - 16 de outubro de 1422) foi governante do Ducado de Meclemburgo, de 1384 a 1395, com o título de Duque, e co-regente, de 1395 de 1422.

## Vida
João IV era o único filho homem de Magno I, Duque de Meclemburgo, e sua esposa Isabel da Pomerânia-Wolgast.
Após a morte de seu pai, em 1384, e de seu primo, Alberto IV, em 1388, João governou Meclemburgo conjuntamente com seu tio, Alberto III, Rei da Suécia. Quando Alberto III foi capturado pelos dinamarqueses, em 1389, em conexão com seu governo, na Suécia, João governou sozinho como Regente de Meclemburgo até a soltura de Alberto, em 1395. Após a morte de Alberto, João governou conjuntamente com Alberto V, o filho de Alberto IV.
Em 13 de fevereiro de 1419, João, Alberto V de Meclemburgo e o Conselho da Cidade de Rostock fundaram a Universidade de Rostock, a primeira universidade do norte da Alemanha e de toda a região báltica.
Ele ajudou seu tio Alberto III na imposição dos direitos dos mais pobres, enquanto rei sueco. Neste caso, provavelmente ele agiu como um líder dos Irmãos das Vitualhas.
Os alemães tinham 900 homens de infantaria, seu líder chamado de Enis, era alemão e parente de Alberto; outro líder era chamado de "Maekingborg", também parente de Alberto.

## Casamento e descendência
João casou-se duas vezes. Primeiro, com a Condessa Juta da Hoya, que morreu em 1415, sem deixar filhos, e pela segunda vez, em 1416, com Catarina, filha do Duque de Érico IV de Saxe-Lauemburgo. O primeiro casamento de Catarina foi com João VII de Werle, que morreu em 1414.
Com Catarina, João teve dois filhos:
- Henrique IV, o Gordo, Duque de Mecklemburgp (1417-1477)
- João V, Duque de Meclemburgo (1422-1442)